# Halimat Ismaila
Halimat Ismaila (* 3. Juli 1984 in Ilorin) ist eine nigerianische Leichtathletin, die sich auf den Sprint spezialisiert hat.
Sie nahm an den Olympischen Spielen 2004 in Athen mit der 4-mal-400-Meter-Staffel Nigerias teil, die sich nicht für die Finalrunde qualifizieren konnte.
Ihren bisher größten Erfolg feierte sie mit dem Gewinn der Bronzemedaille in der 4-mal-100-Meter-Staffel bei den Olympischen Spielen 2008 in Peking. Die nigerianische Sprintstaffel hatte sich ursprünglich gar nicht für den Wettbewerb qualifiziert und konnte nur teilnehmen, weil Finnland kurzfristig seine Staffel zurückzog. Ismaila startete in Peking außerdem im 100-Meter-Lauf, schied jedoch mit einer Zeit von 11,72 s bereits in der ersten Runde aus. Am 17. August 2016 wurde den russischen Läuferinnen Julia Schermoschanskaja, Jewgenia Poljakowa, Alexandra Fedoriwa und Julia Guschtschina die 2008 erworbene Goldmedaille in der 4-mal-400-Meter-Staffel wegen Dopings aberkannt. Die Medaillen von Belgien (jetzt Gold), Nigeria (jetzt Silber) und Brasilien (jetzt Bronze) wurden daraufhin aufrückend angepasst.
Halimat Ismaila hat bei einer Körpergröße von 1,58 m ein Wettkampfgewicht von 56 kg.

## Bestleistungen
- 100 m: 11,31 s, 17. Mai 2008, El Paso
- 200 m: 23,47 s, 16. Mai 2008, El Paso
- 400 m: 52,22 s, 10. Mai 2004, Abuja
- 60 m (Halle): 7,32 s, 26. Februar 2005, Lincoln